# فومیهیکو ماکی
فومی هیکو ماکی (به انگلیسی: Fumihiko Maki) (زاده ۶ سپتامبر ۱۹۲۸) معمار برجستهٔ ژاپنی است. موزه هنر میلدرد لین کمپر از آثار اوست. او در سال ۲۰۱۱ مدال طلای ای آی ای را دریافت کرد.
همچنین در سال ۱۹۹۳ به خاطر کارش که اغلب به اکتشاف در کاربردهای پیشروانه مصالح جدید و ترکیب فرهنگ ژاپنی و فرهنگ غربی مربوط می‌شود، توانست جایزه پریتزکر را از آن خود کند.
او در سال 1382 برای داوری جایزه معمار به ایران آمد.

## ترجمه آثار به فارسی
- جستار ابرساختار در کتاب نظریه‌ها و مانیفست‌های معماری معاصر، گردآوری چارلز جنکز، ترجمه احسان حنیف، نشر فکرنو، ۱۳۹۷.

## نگارخانه

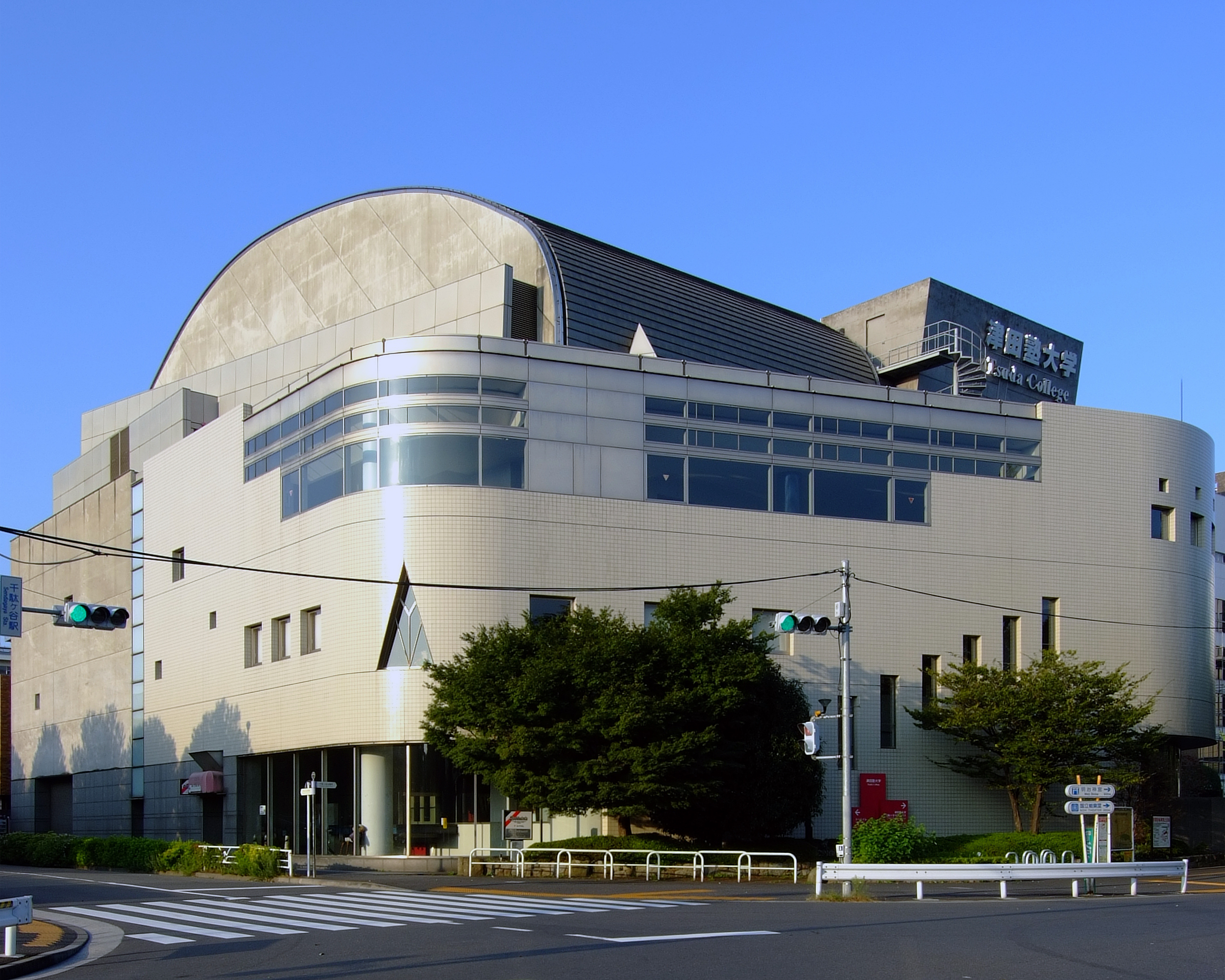
Tsuda Hall, Tokyo (1988)
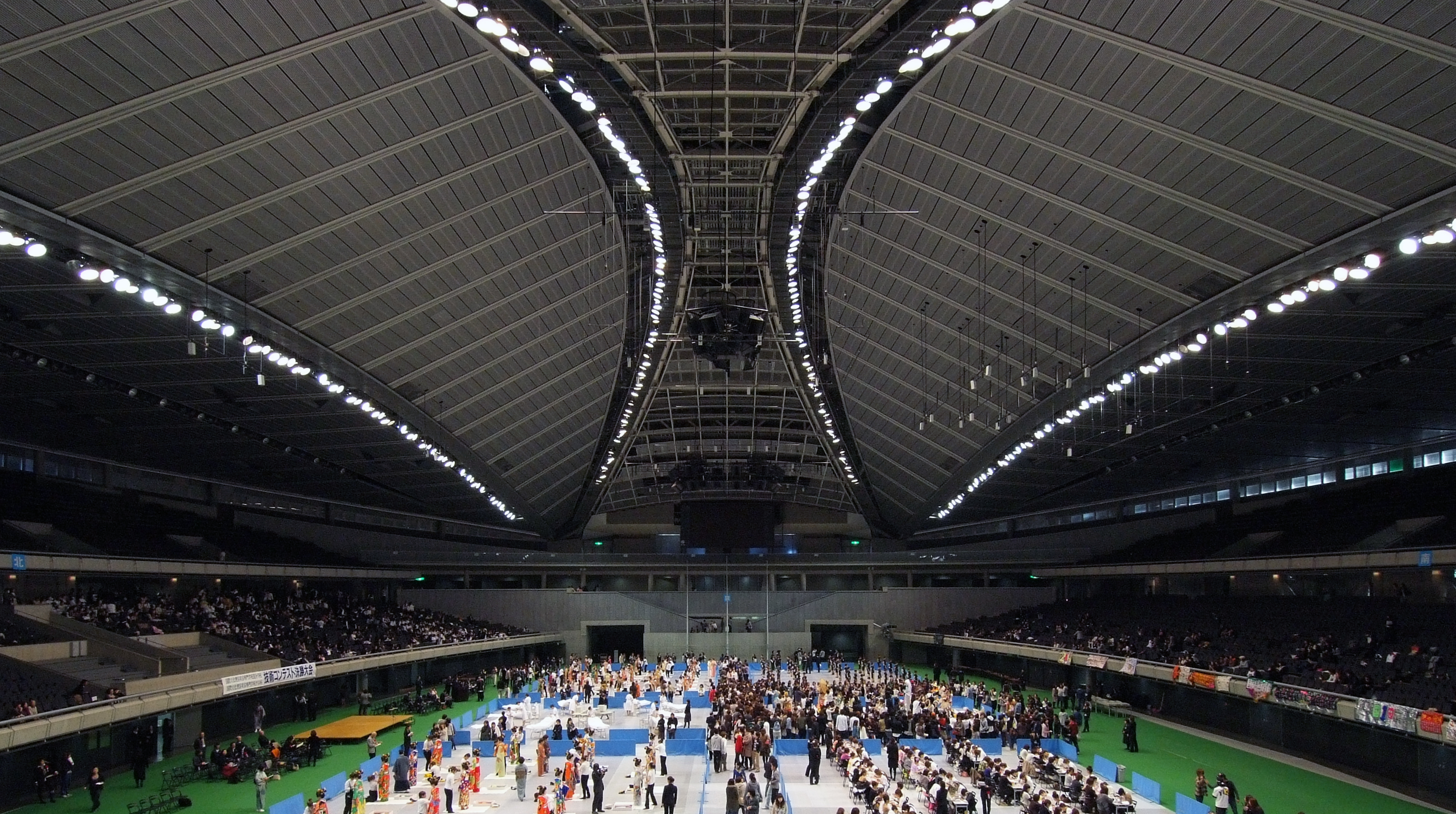
Tokyo Metropolitan Gymnasium, Sendagaya Tokyo (1990)
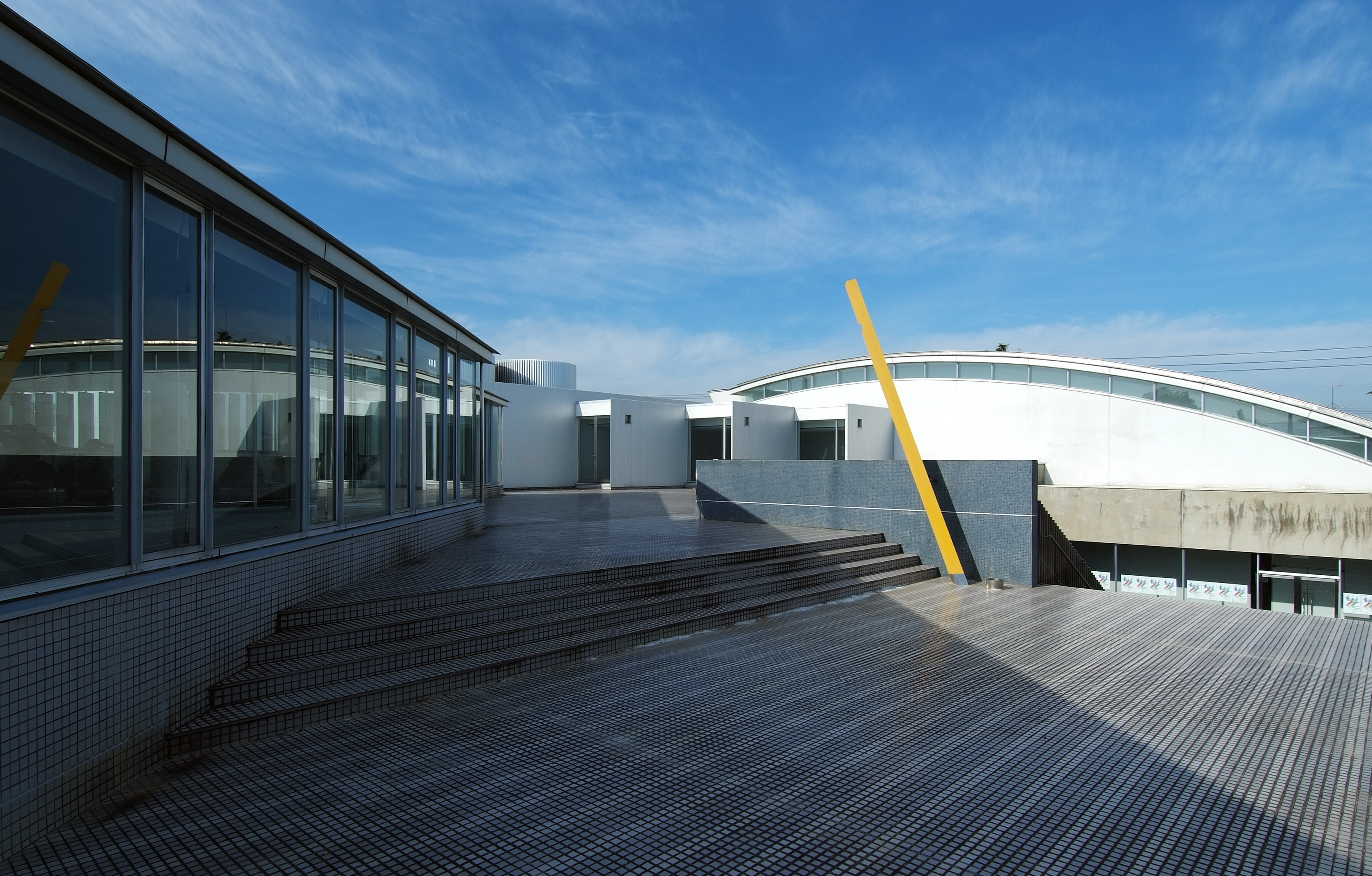
Nakatsu Obata Commemoration Library, Nakatsu Ōita Japan (1993)
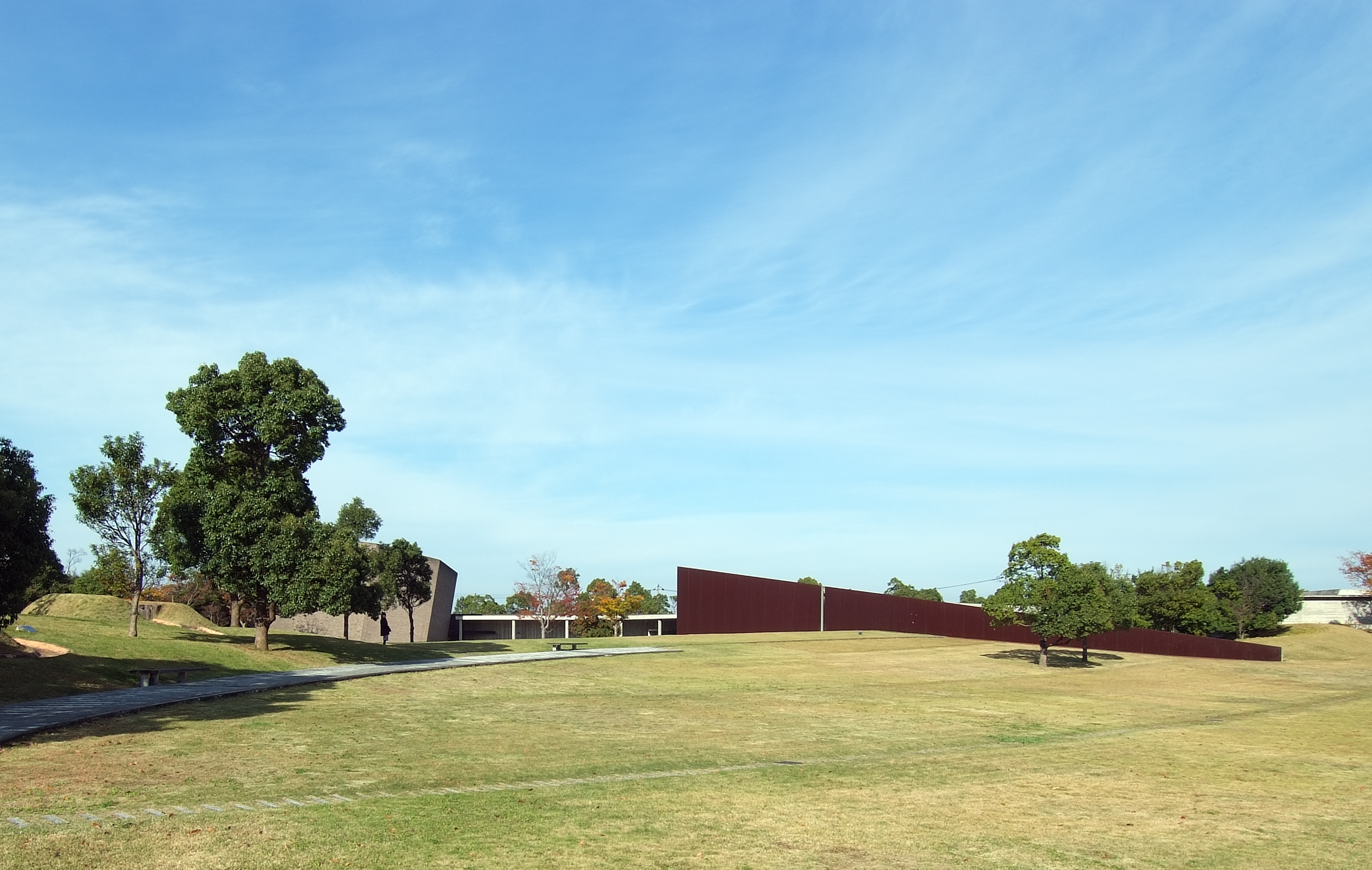
Kaze-no-Oka Crematorium (1997)
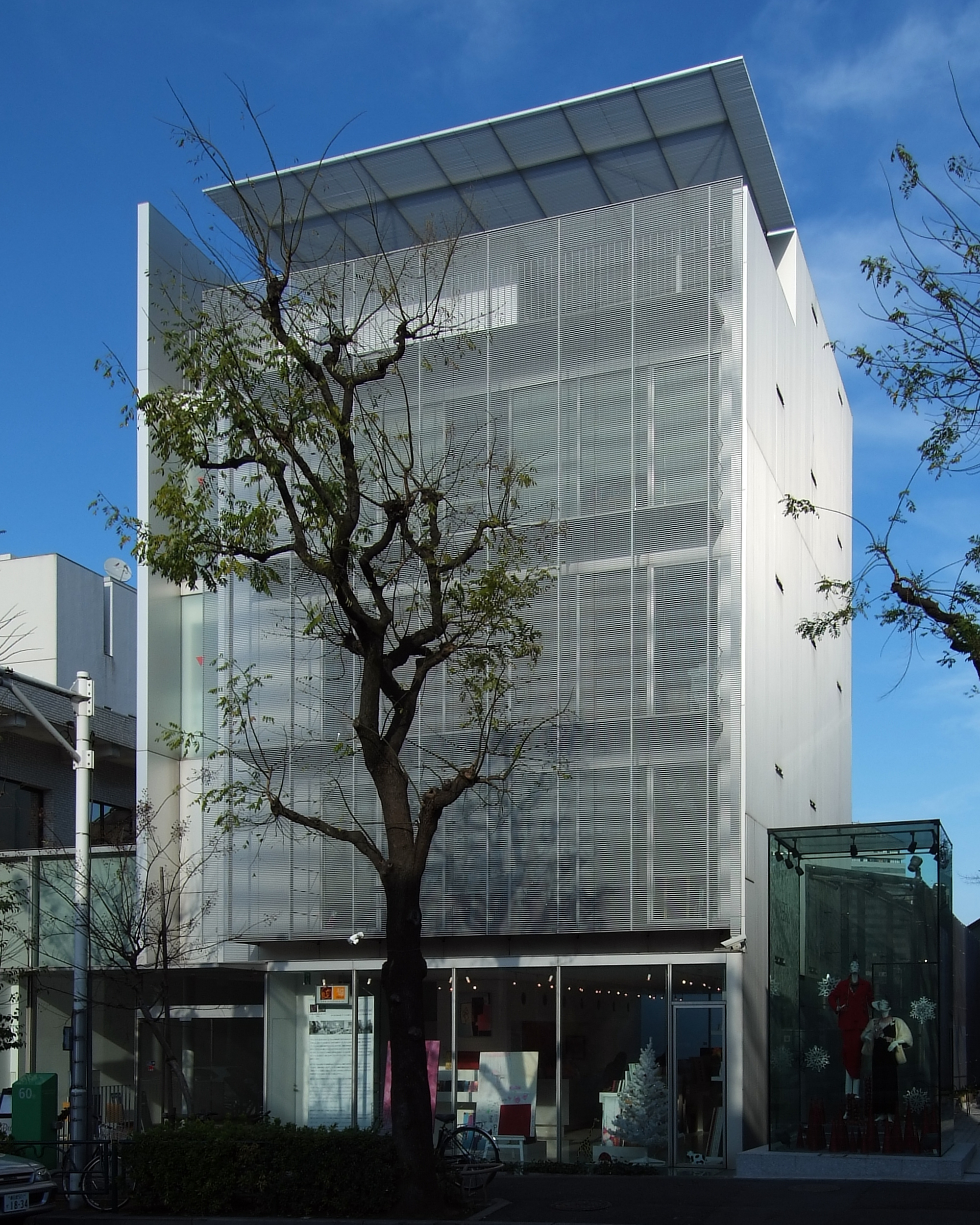
Hillside West (1998)
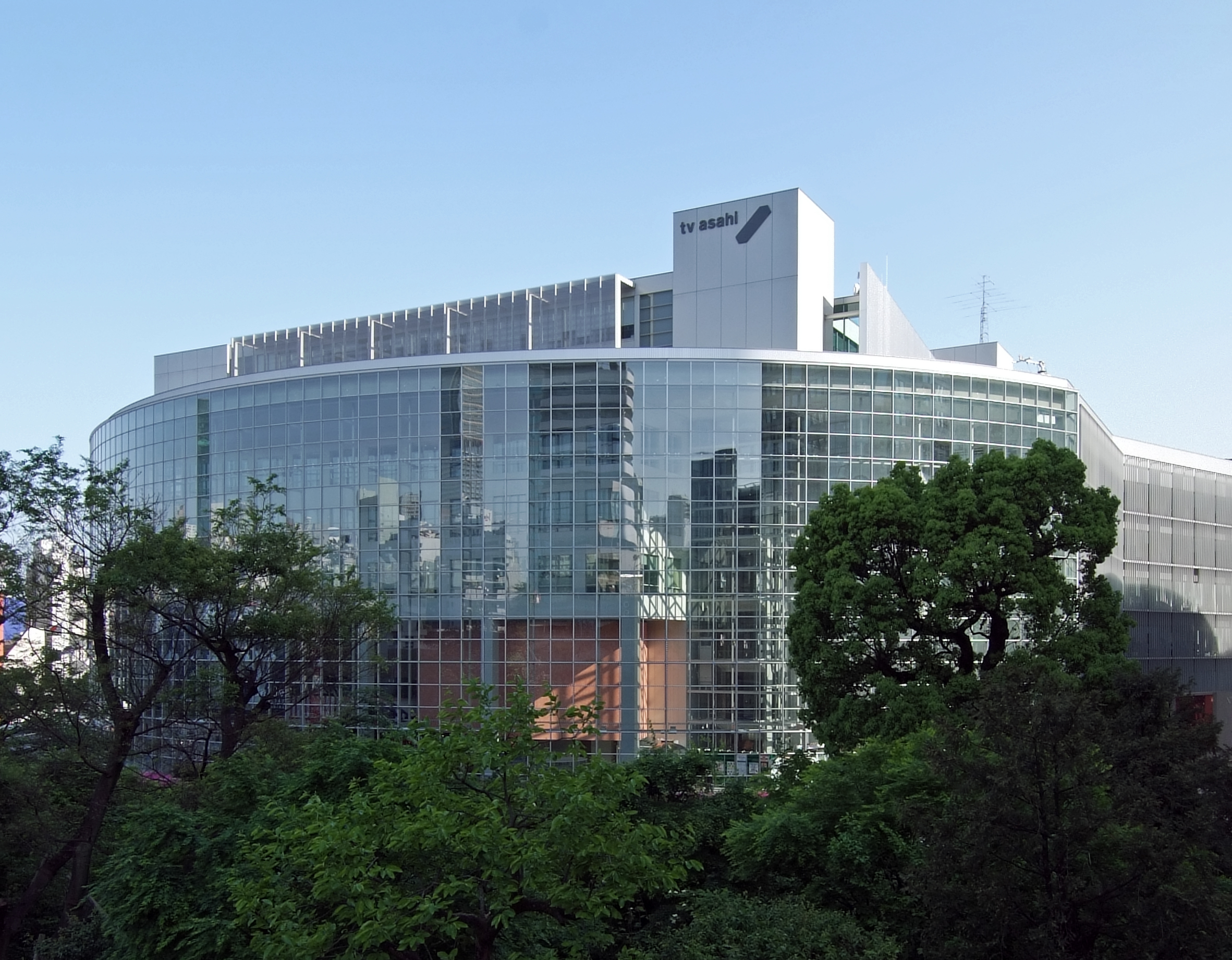
تی‌وی آساهی Headquarters, Tokyo (2003)
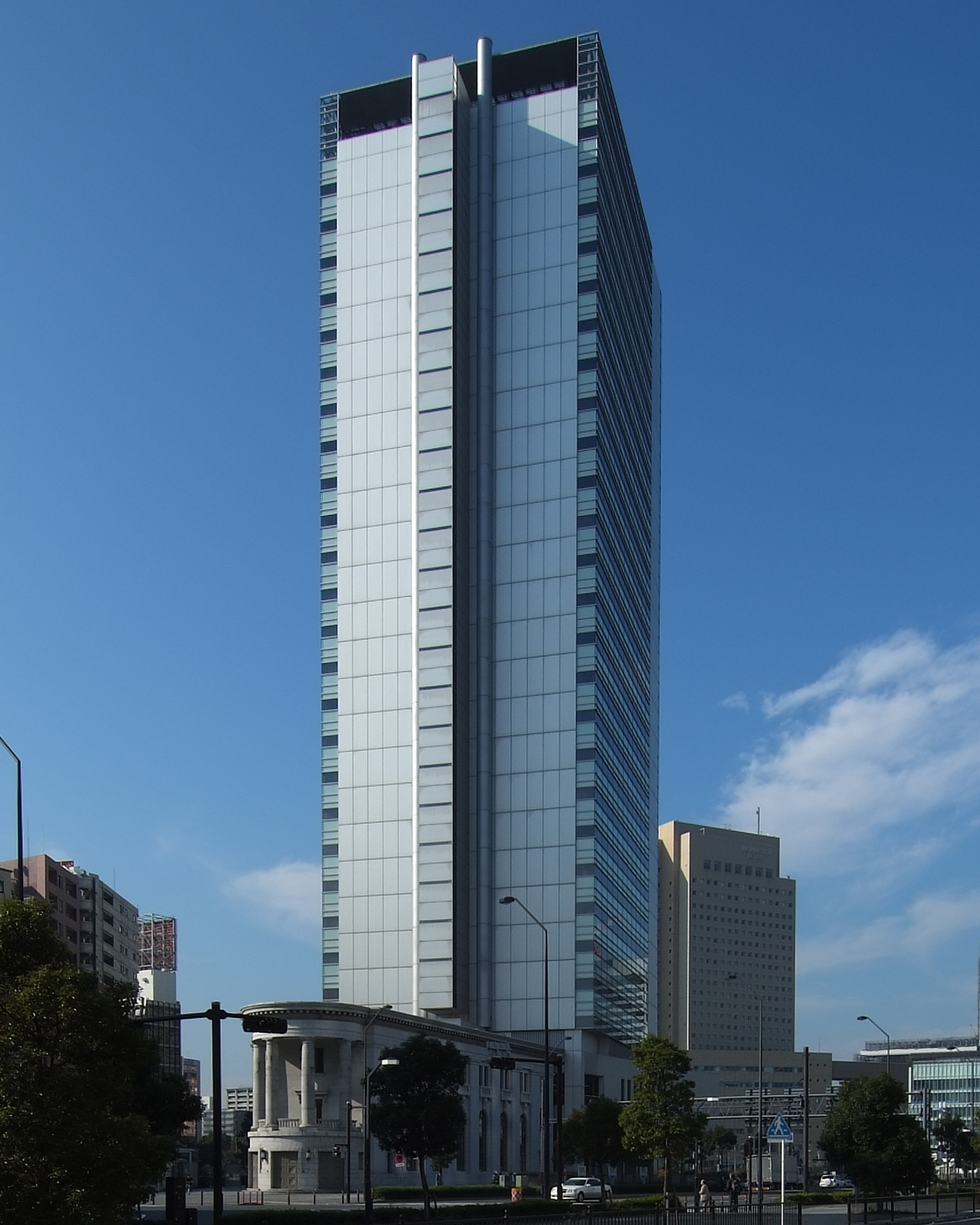
Yokohama Island Tower, Yokohama Japan (2003)
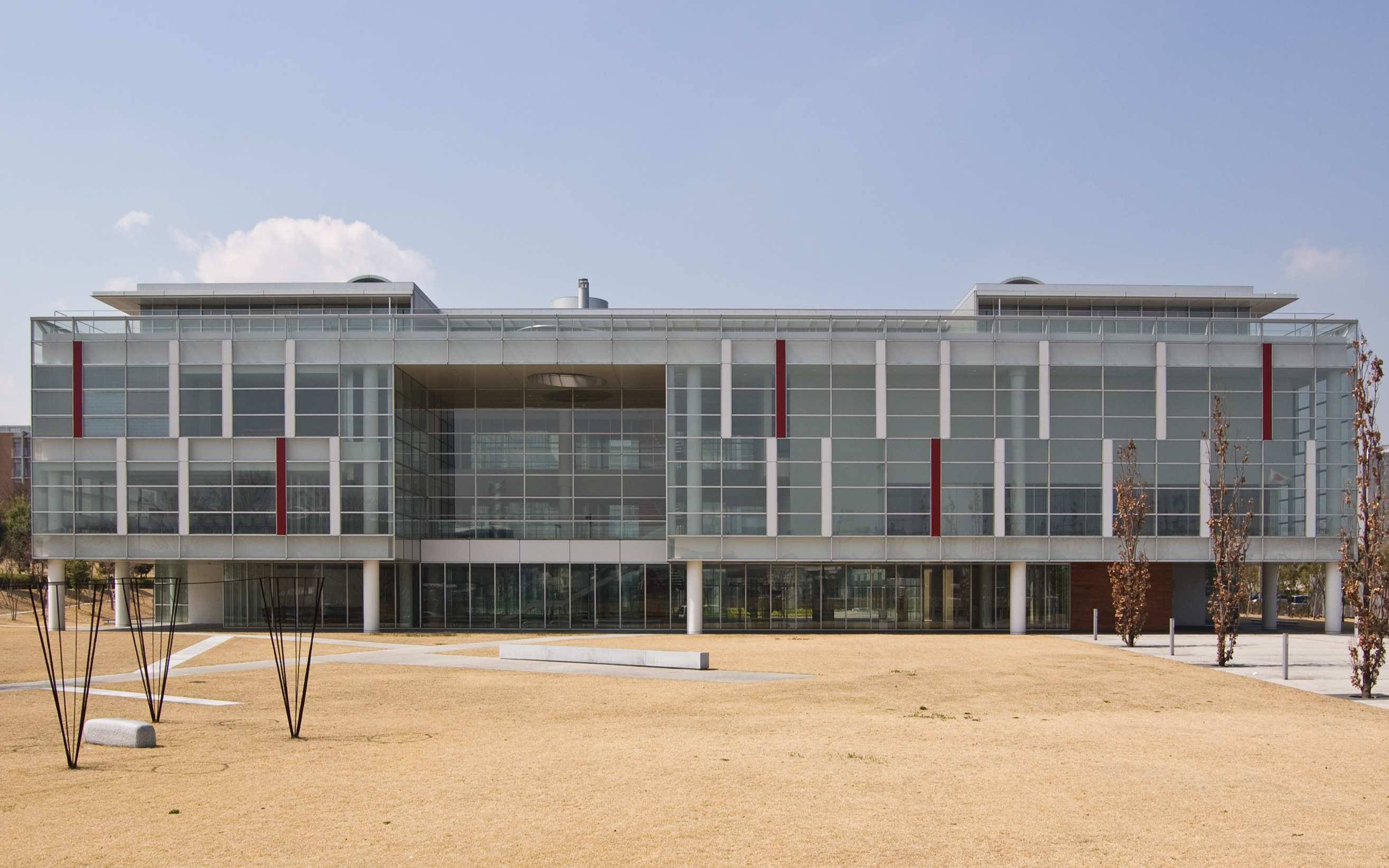
The National Institute for Japanese Language, Tokyo (2005)
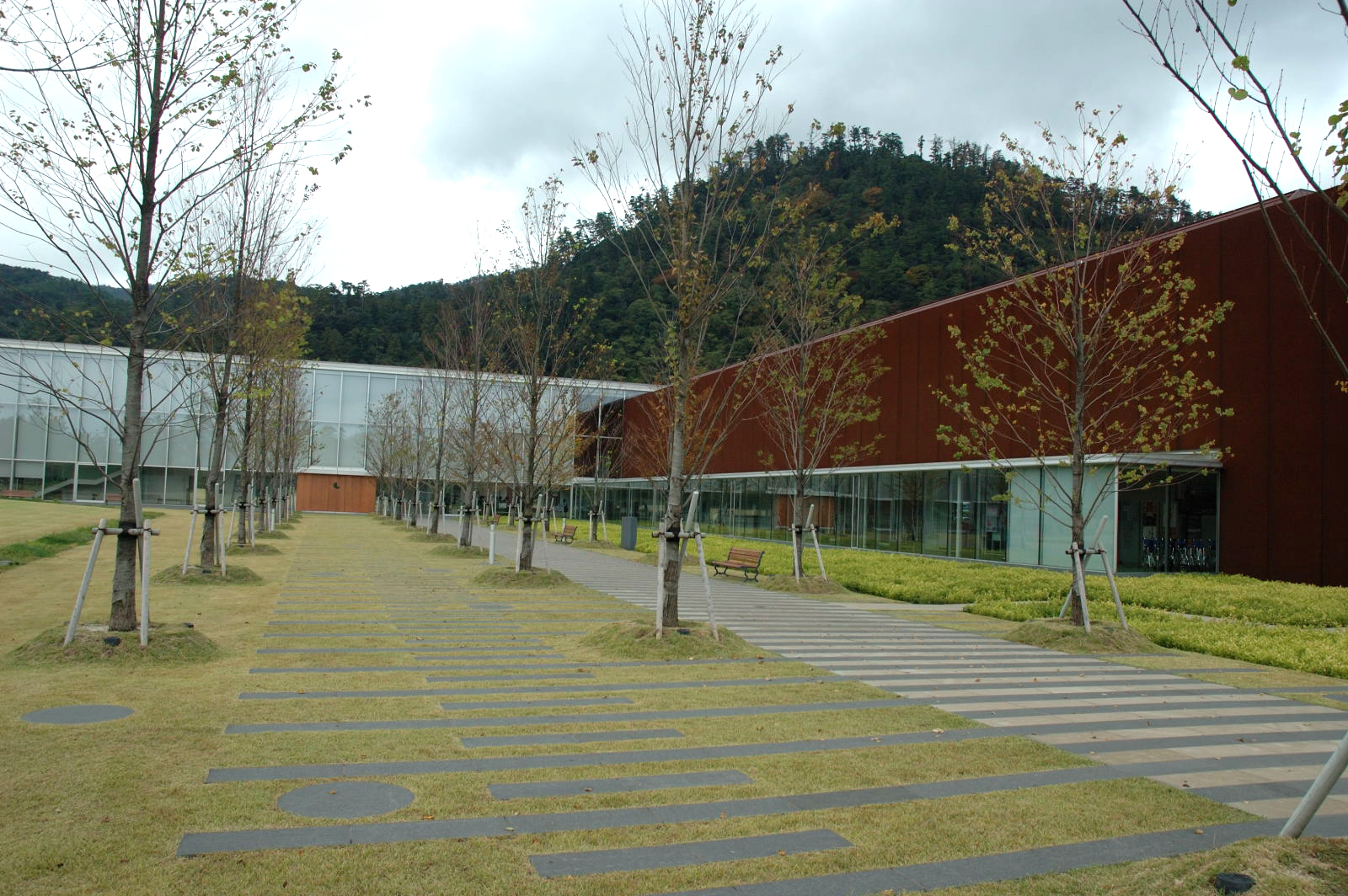
Shimane Museum of Ancient Izumo, Shimane Japan
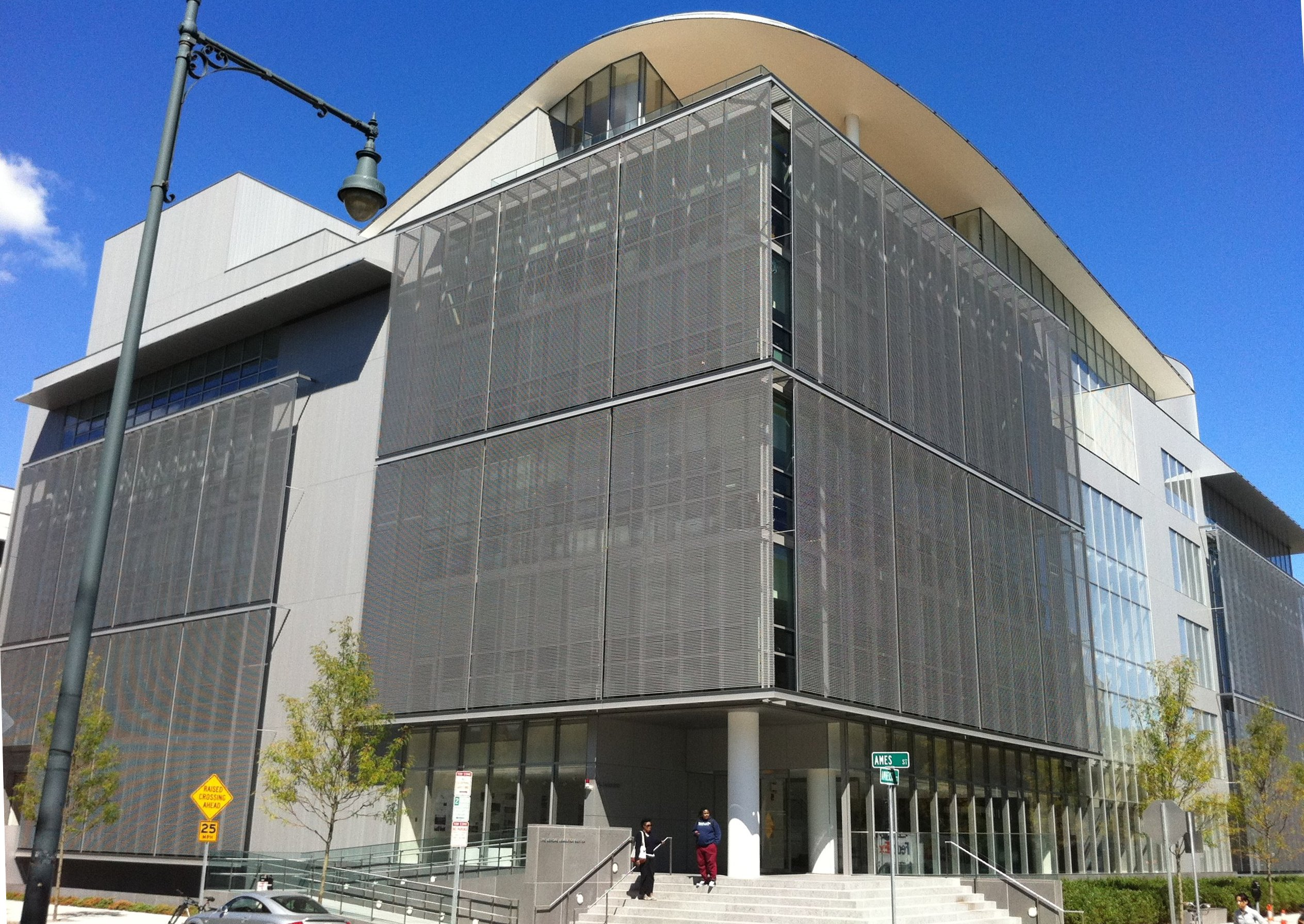
MIT Media Lab Extension, Cambridge, Massachusetts (2009)